# Michel Aumont
Michel Henri Aumont (Parigi, 15 ottobre 1936 – Parigi, 28 agosto 2019) è stato un attore francese.

## Biografia
Formatosi al Conservatoire national supérieur d'art dramatique, dove fu ammesso nel 1954 come allievo di Denis d'Inès e Jean Debucourt, nel 1956 ottenne un primo premio di commedia moderna per il Tragico suo malgrado di Anton Čechov, e una prima menzione di commedia classica nel ruolo del Dottore ne La Gelosia del Barbouillé di Molière. In quello stesso anno entrò a far parte della Comédie-Française, di cui diventò socio nel 1965, e socio onorario nel 1994. Attore di primo piano del teatro francese, è stato spesso impegnato nella rappresentazione di testi di Beckett, Čechov, Dostojevski e Shakespeare. 
Debuttò in televisione nei primi anni sessanta, e poi nel cinema nel 1972 con un ruolo in La femme en bleu di Michel Deville. L'attore lavorò con grandi nomi della sceneggiatura, che spesso gli affidarono ruoli di commissario, come in Sterminate "Gruppo Zero" (1973) di Claude Chabrol o in Bagarre Express (1975) di  Claude Zidi. Apparve anche in Professione...giocattolo (1976) di Francis Veber, Morte di una carogna (1977) di Georges Lautner e Il sostituto (1978) di Jean-Jacques Annaud.
Nel corso degli anni ottanta interpretò prevalentemente ruoli secondari, come nei film Les compères - Noi siamo tuo padre (1983) di Veber e Una domenica in campagna (1984) di Bertrand Tavernier. Meno attivo negli anni novanta, Aumont apparve nei film L'apparenza inganna (2000), Sta' zitto... non rompere (2002), Una top model nel mio letto (2006) e Il rompiballe (2008), tutti diretti da Veber.
Nell'ultima parte della sua carriera fu nel cast dei film Tre destini, un solo amore (2010) di Nicole Garcia, Paris-Manhattan (2012) di Sophie Lellouche (2012), Des nouvelles de la planète Mars (2016) di Dominik Moll.

## Filmografia parziale

### Cinema
- La femme en bleu, regia di Michel Deville (1972)
- Life Size (Grandezza naturale) (Grandeur nature), regia di Luis García Berlanga (1973)
- Lo schiaffo (La Gifle), regia di Claude Pinoteau (1974)
- Sterminate "Gruppo Zero" (Nada), regia di Claude Chabrol (1974)
- Bagarre Express (La course à l'échalote), regia di Claude Zidi (1975)
- Mr. Klein (Monsieur Klein), regia di Joseph Losey (1976)
- Mado, regia di Claude Sautet (1976)
- Professione... giocattolo (Le jouet), regia di Francis Veber (1976)
- I miei vicini sono simpatici (Des enfants gâtés), regia di Bertrand Tavernier (1977)
- Morte di una carogna (Mort d'un pourri), regia di Georges Lautner (1977)
- Perché no? (Pourquoi pas !), regia di Coline Serreau (1977)
- Coraggio scappiamo (Courage fuyons), regia di Yves Robert (1979)
- Il sostituto (Coup de tête), regia di Jean-Jacques Annaud (1979)
- Legittima difesa (Légitime Violence), regia di Serge Leroy (1982)
- Les compères - Noi siamo tuo padre (Les compères), regia di Francis Veber (1983)
- Mosse pericolose (La diagonale du fou), regia di Richard Dembo (1984)
- Una domenica in campagna (Un dimanche à la campagne), regia di Bertrand Tavernier (1984)
- Alta, bella e pericolosa (Une femme ou deux), regia di Daniel Vigne (1985)
- Non guardatemi (Cours privé), regia di Pierre Granier-Deferre (1986)
- Gli anni di corsa (Les années sandwiches), regia di Pierre Boutron (1988)
- In viaggio con Alberto (Alberto Express), regia di Arthur Joffé (1990)
- L'ombra del dubbio (L'ombre du doute), regia di Aline Issermann (1993)
- Al piccolo Margherita (Au petit Marguery), regia di Laurent Bénégui (1995)
- L'insolente (Beaumarchais l'insolent) , regia di Édouard Molinaro (1996)
- La ville dont le prince est un enfant, regia di Christophe Malavoy (1997)
- Uno dei due (1 chance sur 2) , regia di Patrice Leconte (1998)
- L'homme est une femme comme les autres, regia di Jean-Jacques Zilbermann (1998)
- Salsa, regia di Joyce Buñuel (2000)
- L'apparenza inganna (Le placard), regia di Francis Veber (2001)
- Le intermittenze del cuore, regia di Fabio Carpi (2003)
- Sta' zitto... non rompere (Tais-toi!), regia di Francis Veber (2003)
- Una top model nel mio letto (La doublure), regia di Francis Veber (2006)
- Il rompiballe (L'emmerdeur), regia di Francis Veber (2008)
- Tre destini, un solo amore (Un balcon sur la mer), regia di Nicole Garcia (2010)
- Bernadette: miracolo a Lourdes (Je m'appelle Bernadette), regia di Jean Sagols (2011)
- La clinica dell'amore (La clinique de l'amour!), regia di Artus de Penguern (2012)
- Paris-Manhattan, regia di Sophie Lellouche (2012)
- Vive la crise, regia di Jean-François Davy (2017)

### Televisione
- Il conte di Montecristo (Le Comte de Monte Cristo), regia di Josée Dayan (1998) - miniserie TV

## Doppiatori italiani
- Adolfo Lastretti in Una domenica in campagna
- Carlo Sabatini in Il conte di Montecristo
- Renato Mori in L'apparenza inganna
- Bruno Alessandro in Tre destini un solo amore
- Luciano De Ambrosis in Paris-Manhattan

## Premi e candidature
- Premio Molière
  - 1993: Miglior attore
  - 1996: Nomination a Miglior attore
  - 1999: Miglior attore non protagonista
  - 2000: Miglior attore
  - 2001: Nomination a Miglior attore
  - 2007: Miglior spettacolo di una sola persona
  - 2016: Nomination per il Miglior spettacolo di teatro privato

- Premio César
  - 1978: Migliore attore non protagonista
  - 1980: Migliore attore non protagonista
  - 1985: Migliore attore non protagonista

- Prix du Brigadier (2003)